# Wetterbeobachtung

Anordnung der Wetterdaten

Die Wetterbeobachtung ist ein Teilgebiet der Meteorologie und beschäftigt sich mit der Erfassung und Aufzeichnung von Wetterdaten, die zu den Umweltdaten gehören. 
Die Wetterbeobachtung versucht im Unterschied zur Meteorologie keine wissenschaftlichen Erklärungen für die Beobachtungen zu geben, sondern zielt darauf ab, empirische Wetterdaten aus den Beobachtungen durch Messung abzuleiten und daraus Zeitreihen zu entwickeln. Diese Wetterdaten werden in Wetterkarten eingezeichnet und dienen weltweit der Öffentlichkeit zur Information über die aktuelle Wetterlage.
Die Wetterbeobachtung lieferte die Grundlagen der meteorologischen Zusammenhänge.

## Methodik
Bei der Wetterbeobachtung werden die Zustände der Erdatmosphäre in Form von Wetterdaten wie Luftdruck, Luftfeuchtigkeit, Lufttemperatur, Niederschlag, Windrichtung, Windstärke, Wolken(arten) usw. an einem bestimmten Ort, meist zu festgelegten Zeiten, erfasst. Das geschieht inzwischen meist automatisch, wurde in der Vergangenheit aber auch manuell durch Ablesen von Messinstrumenten oder einfach durch Niederschrift der Beobachtung durchgeführt. Die Extremwerte der Wetterdaten können ein Wetterrisiko signalisieren.
Heutzutage werden die Wetterbeobachtungen aller staatlichen Wetterdienste mit einem Wetterschlüssel codiert und über ein spezielles Datennetz weltweit ausgetauscht.

## Geschichte
Die Wetterbeobachtung und Wetteraufzeichnung existiert schon seit Jahrtausenden. Überlieferungen und Aufzeichnungen beschäftigten sich allerdings bis in die Neuzeit hinein fast ausschließlich mit Großereignissen und einer mehr oder minder groben Datumsbestimmung. Unwetter, Sturmfluten, Hochwasser, Trockenheiten und deren Folgen werden beschrieben. Aus der regelmäßigen Beobachtung der Atmosphäre, aber auch anderer Naturerscheinungen leitete man in früheren Zeiten grobe Gesetzmäßigkeiten ab. Diese Gesetzmäßigkeiten werden heute umgangssprachlich auch Bauernregeln genannt.

### Moderne Wetterbeobachtung im 18. Jahrhundert
In Europa wird seit ca. 300 Jahren an unterschiedlichen Orten und mit unterschiedlicher Qualität und Regelmäßigkeit das Wetter aufgezeichnet. Die professionelle und systematische Erfassung von Wetterdaten begann jedoch erst 1781 durch die Societas Meteorologica Palatina am Observatorium Hohenpeißenberg in Bayern, Deutschland. Die damals verwendeten „Mannheimer Stunden“, 7, 14, 21 Uhr mittlerer Ortszeit, entsprechen den bis heute noch üblichen Klimabeobachtungsterminen. Diese Datenreihe wird bis heute ununterbrochen weitergeführt und ist damit die älteste und längste Wetteraufzeichnung der Welt. Spricht man heute von „seit dem Beginn der Wetteraufzeichnung“ so ist damit maximal der Zeitraum ab 1781 gemeint, in manchen Regionen aber auch viel kürzere Zeiträume von lediglich einigen Jahrzehnten. In Deutschland beziehen sich Auswertungen häufig auf den Zeitraum seit 1881, da ca. ab diesem Zeitpunkt ein flächendeckendes Messnetz mit vereinheitlichten Messvorschriften vorlag.
Im 19. Jahrhundert begann ein neues Kapitel in der Wetterbeobachtung. Zu den Ersten, die versuchten mit Hilfe von Ballons die Atmosphäre zu erforschen, zählen der englische Meteorologe James Glaisher ab 1862 und ab 1896 der französische Meteorologe Léon-Philippe Teisserenc de Bort. Teisserenc de Bort entdeckte mit Hilfe unbemannter Wetterballons die Troposphäre und die Stratosphäre. Damit begann die systematische Erforschung der Erdatmosphäre. Im 20. Jahrhundert wurde das Instrumentarium zur Wetterbeobachtung zuerst durch Schiffe und Flugzeuge und ab etwa 1950 durch das Wetterradar erweitert.

### Globale Wetterbeobachtung über Satellit
1960 wurde mit dem Satelliten TIROS die erste Fernsehkamera zur Wetterbeobachtung in die Erdumlaufbahn befördert und bereits seit 1966 wird das Wetter geostationär und global durch polarumlaufende Wettersatelliten erfasst. Das Beobachtungsspektrum der bildaufnehmenden Sensoren reicht dabei vom infraroten Bereich und dem sichtbaren Bereich bis hin zum Mikrowellenbereich.

### Andere Planeten
Seit dem 24. Oktober 2001 umkreisen Sonden wie der 2001 Mars Odyssey oder der Mars Express den Mars. Seit dieser Zeit wird ähnlich der Erde auch das Wetter auf anderen Planeten und Monden erfasst. Heute verfügen wir durch diese Beobachtung über ein sehr genaues Bild von den Wettersystemen auf dem Mars.

## Arten
Man kann im Wesentlichen zwei Arten der Wetterbeobachtung unterscheiden, die synoptische und die klimatologische.

### Synoptische Wetterbeobachtung
Ziel der synoptischen Wetterbeobachtung und -erfassung ist eine kurz- bis mittelfristige Wettervorhersage. Langfristige Wettervorhersagen reichen zum Teil schon in den Bereich der Klimatologie.
Diese Wettervorhersagen werden mit Computern durchgeführt. Für eine solche Berechnung ist es notwendig, den Zustand des Wetters weltweit zu bestimmten Terminen gleichzeitig zu erfassen. Deswegen werden die synoptischen Wetterbeobachtungen synchron durchgeführt. Die synoptischen Hauptbeobachtungstermine sind 00, 06, 12 und 18 Uhr UTC.

### Klimatologische Wetterbeobachtung
Ziel der Wetterbeobachtungen zu klimatologischen Zwecken ist es hingegen, das Klima zwischen verschiedenen Orten zu vergleichen. Deswegen wird die Klimatologische Beobachtung weltweit zu bestimmten Tageszeiten (mittlere Ortszeit) durchgeführt. Bereits 1780 wurden von der Societas Meteorologica Palatina (Pfälzischen Meteorologischen Gesellschaft) die sogenannten Mannheimer Stunden festgelegt. Seit jener Zeit werden klimatologische Wetterbeobachtungen um 7, 14 und 21 Uhr durchgeführt.

## Messnetze
Die Wetterdaten werden heute über ein Netz von Messstationen (Messnetz) erfasst, die über die ganze Welt verteilt sind. Im Bundesgebiet registrieren neben dem staatlichen Deutschen Wetterdienst (DWD) und dem Geoinformationsdienst der Bundeswehr (GeoInfoDBw) mit ihren Messnetzen auch private Wetterdienste die Daten mit eigenen Messnetzen. Die privaten Dienste verzichten im Gegensatz zum staatlichen Wetterdienst DWD allerdings auf ausgebildetes Wetterbeobachter-Fachpersonal, und erfassen meteorologische Parameter ausschließlich automatisch.
Das Messnetz des DWD besteht aus 182 hauptamtlichen Stationen, der GeoInfoDBw unterhält eines mit 31 Stationen. Beide bilden das hauptamtliche offizielle Messnetz in Deutschland.
Eines der größten privaten Wettermessnetze stellt AWEKAS (Automatisches Wetterkartensystem) dar. AWEKAS ist ein weltweiter Messnetzverbund privater und öffentlicher Wetterstationen mit über 6500 Mitgliedern aus über 80 Ländern. Die Daten der Stationen werden in Echtzeit aufbereitet, und sofort zur Verfügung gestellt.

## Private Wetterbeobachtung
Private Wetteraufzeichnungen können einen interessanten Einblick in das Wettergeschehen liefern. Meist wird dafür in einem Wettertagebuch eingetragen, welche Temperaturen, Wolkenarten oder -formen, Windgeschwindigkeit und -richtung, Luftfeuchtigkeit, sowie andere interessante Naturerscheinungen beobachtet wurden. Aus dem Vergleich dieser Daten lassen sich später Rückschlüsse auf Regelmäßigkeiten ziehen. Inzwischen ist auch im privaten Bereich ein gewisser Grad an Automatisierung mit dem PC möglich. So gibt es Systeme und Software dazu, die mit Sensoren diverse Daten automatisch sammeln und in einem Wettertagebuch protokollieren.
Für die private Wetteraufzeichnung kann man ähnlich dem nachfolgenden Beispiel die Wetterdaten aufzeichnen.
| Datum          | Temp. | Luftdruck | Luftdruck- änderung | Wolken- bedeckung    | Wolkenart    | Wind- richtung | Windstärke | Luft- feuchtigkeit | Sonstiges   |
| -------------- | ----- | --------- | ------------------- | -------------------- | ------------ | -------------- | ---------- | ------------------ | ----------- |
| 1. Januar 2000 | −3 °C | 1000 hPa  | +10 hPa             | dreiviertel bis voll | Haufenwolken | Südost         | 3          | 60 %               | Morgennebel |